# Chenoa
María Laura Corradini Falomir (Mar del Plata, 25 de junio de 1975), popularmente conocida como Chenoa, es una cantante, compositora, escritora, empresaria y presentadora argentina nacionalizada española.
Incursionó en la música en su adolescencia como vocalista principal de varios grupos de la isla de Mallorca. En la década de los 2000, adquirió fama como artista al quedar cuarta finalista en la primera edición de Operación Triunfo, que le permitió firmar un contrato discográfico y la grabación de su álbum debut Chenoa en 2002. El año siguiente consiguió el número uno en la lista de Promusicae con su segundo disco Soy mujer.
En los años siguientes siguió activa publicando una serie de grabaciones que alcanzaron los primeros puestos de la antedicha lista. Algunas de sus canciones han alcanzado el número uno del conteo de la radio Los 40, tales como: «Atrévete», «Cuando tú vas», «En tu cruz me clavaste», «Rutinas», por dos veces, y «Todo irá bien», que además consiguió con este último sencillo su primer disco de platino en ventas de canciones.
También ha sido premiada durante su carrera musical, que recibió tres premios Dial, tres nominaciones en los premios Amigo, una nominación al mejor solista nacional en Los 40 Music Awards y otra nominación al mejor álbum del año por Absurda cenicienta en los premios de la Música; entre otros galardones.
Aparte de la música, ha estado presente en la televisión. Fue colaboradora del programa Zapeando durante dos años. Además, forma parte del jurado en el concurso Tu cara me suena, desde 2016 hasta la actualidad. Otro hito importante en su carrera es que, a partir de 2023, es presentadora de Operación Triunfo en Amazon Prime Video. Por esta labor fue nominada por la Academia de la Televisión en 2024 como mejor presentadora de programas de entretenimiento en los premios IRIS.   También presenta en 2025 el concurso The Floor y el docureality Dog House en La 1 de Televisión Española, ambos con buenos datos de audiencia.

## Biografía

### 1975-2001: Inicios en la música
Chenoa nació en Mar del Plata (Argentina), donde pasó sus primeros años hasta que con ocho años se trasladó con su familia a Mallorca (España). La música formó siempre parte de su vida y complementando este amor por la música estudiaba solfeo y ballet.
A los quince años ya cantaba profesionalmente. Intentó la aventura junto a unos amigos formando el grupo Quo Vadis y con su banda Koan Fussion. Mientras tanto, se diplomó en educación infantil y consiguió un trabajo nocturno como cantante principal en el Casino de Mallorca, sin abandonar nunca la ilusión de darse a conocer al gran público.

### 2001-2009: Salto a la fama y primeros éxitos
El 22 de octubre de 2001, Chenoa, con veintiséis años, hizo su primera aparición pública en la primera gala del concurso musical Operación Triunfo 2001 (a menudo abreviado OT1).  Durante el concurso jamás estuvo entre las concursantes propuestas para abandonar la academia y fue proclamada entre los tres concursantes favoritos en tres ocasiones (galas 4, 5 y 7).
El 11 de febrero de 2002 quedó en cuarta posición con un 17,6 % de los votos —321 592 emitidos del 4 al 11 de febrero entre 125 174 a través de llamadas y 196 418 vía mensajes— y una audiencia de 12,8 millones de espectadores en la ceremonia final, para entonces la emisión más vista de un concurso en España. El 25 de mayo, fue una de las coristas en la actuación de Rosa López en el Festival de la Canción de Eurovisión 2002 con la canción «Europe's living a celebration», celebrado en el estadio Saku Suurhall Arena de Tallin (Estonia).
El 22 de abril de 2002 lanzó su primer álbum a través de Zomba Music. Para el presidente de la compañía en España, Andrés Ochaíta, comentó que «Chenoa es una artista completa y con un
componente de internacionalidad muy fuerte; puede cantar perfectamente en inglés, su tono encaja bien entre las grandes divas de la música y nosotros, como multinacional que somos, consideramos que Chenoa podía ser una artista con
un lanzamiento que trascienda nuestras fronteras». El disco fue el noveno más liquidado en la lista anual de 2002 en España, al vender en total 400 000 ejemplares y obteniendo así la certificación de cuatro discos de platino. En junio, comenzó su primera gira de 42 conciertos junto con David Bisbal. Además, ofreció otros 19 conciertos en solitario. En ese mismo año, recibió las nominaciones artista revelación y mejor solista femenina española en los premios Amigo de los Productores de Música de España (PROMUSICAE). También ganó el premio Dial de ese año.
En marzo de 2003, ganó la primera edición en el festival de Eurobest con la interpretación de la canción «It's Raining Men» de Geri Halliwell, premio que se lo entregó Mariah Carey. En el mismo mes, comenzó su gira de primavera con un total de 18 conciertos. El 23 de mayo lanzó Mis canciones favoritas, álbum acústico grabado en el mismo plató donde se realizó Operación Triunfo y certificado con un disco de oro. Después publicó su segundo disco, Soy mujer, el 21 de octubre a través de Vale Music, que se posicionó un año más tarde entre los cincuenta álbumes más vendidos en la lista anual de 2004 en España, al vender en total 200 000 copias y obtuvo dos discos de platino. También en octubre, colaboró junto con otros artistas en la canción «Latido urbano» del locutor de radio Tony Aguilar y cuyos fondos fueron destinados a la Asociación Española Contra el Cáncer Infantil. En ese año, volvió a recibir la nominación en la categoría mejor solista femenina española en los premios Amigo.

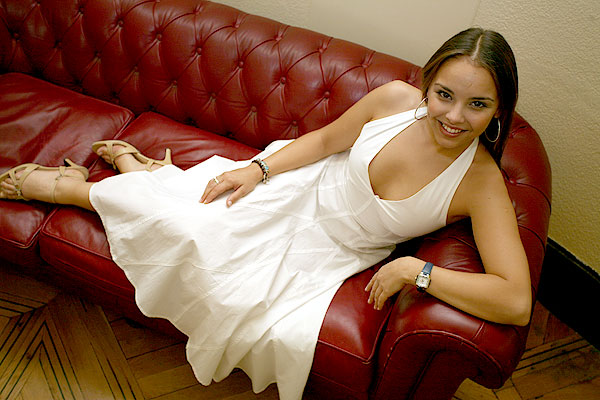
Chenoa en 2007

En marzo de 2004, comenzó la gira de Soy mujer que se expandió hasta octubre con un total de medio millón de espectadores repartidos en ochenta fechas, siendo la más multitudinaria ofrecida por una solista femenina en ese momento en España. En noviembre, viajó a varios países de Latinoamérica para la promoción de su segundo álbum y que duró tres semanas.
El 13 de noviembre de 2005 lanzó su tercer álbum de estudio Nada es igual, que fue grabado en Milán (Italia). Fue uno de los cincuenta álbumes más vendidos en la lista anual de 2005 en España, con más de 80 000 copias, equivalente a un disco de platino. También recibió el premio Micrófono de Oro de la Federación de Asociaciones de Radio y Televisión, además de un segundo premio Dial. Al año siguiente, realizó la gira de Nada es igual y grabó uno de esos conciertos bajo el título de Contigo donde estés, que se lanzó en formato DVD y consiguió el disco de oro. Durante la gira, colaboró junto con Ricardo Arjona en la canción «Pingüinos en la cama». En ese mismo año, fue nominada en la categoría mejor artista solista nacional en Los 40 Music Awards.
En abril de 2007, fue nominada en los premios Carlos Gardel en el apartado mejor artista solista nacional en Argentina. El 9 de octubre lanzó Absurda Cenicienta, que fue certificado con un disco de oro. Al año siguiente, recibió el premio Orgullosamente Latino en la categoría de canción latina del año por «Todo irá bien», además de la nominación al mejor álbum en los premios de la música. En ese año, también fue telonera de algunos de los conciertos de Enrique Iglesias que ofreció en México. Además, grabó la canción de la banda sonora de la película mexicana Volverte a ver.
El 7 de octubre de 2009 lanzó su quinto álbum de estudio Desafiando la gravedad, que incluyó una colaboración junto con Gloria Trevi. Al mismo tiempo, hizo otra colaboración junto con David DeMaría en la canción «Que yo no quiero problemas», que fue un año más tarde una de las cincuenta canciones más vendidas en la lista anual de 2010 en España y certificado con un disco de platino. También recibió su tercer premio Dial.

### 2010-2019: Ruptura con Universal y sello discográfico propio

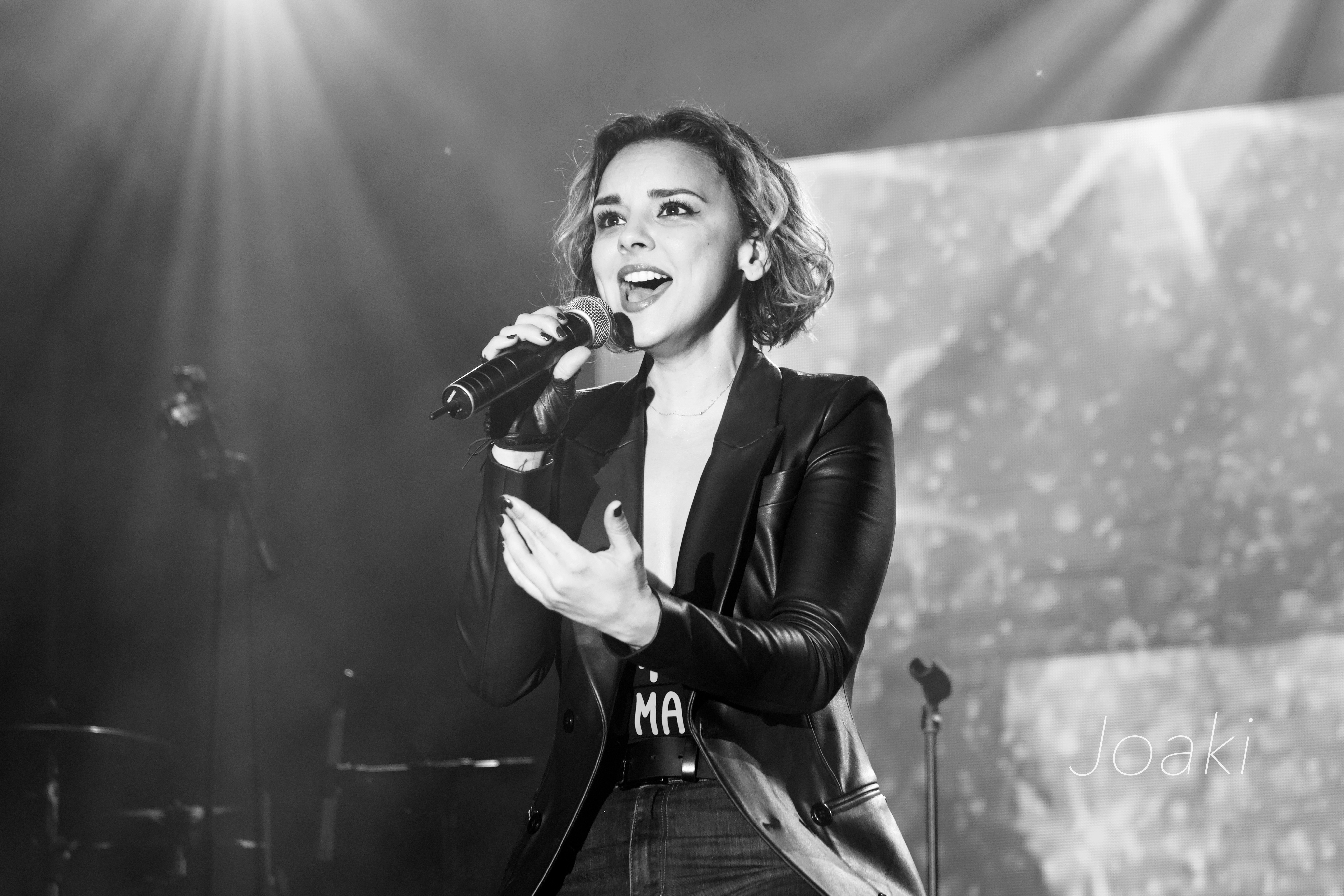
Chenoa durante un concierto en Antequera (2018)

En 2011, fue telonera de algunos de los conciertos que ofreció Andrea Bocelli en varios países de Latinoamérica. En ese mismo año publicó el EP Como un fantasma, que supuso la rescisión del contrato con su discográfica, Universal Music. Al año siguiente, colaboró en el programa de radio Atrévete para Cadena Dial, además fue galardonada por Cadena 100. El 17 de septiembre de 2013 lanzó Otra dirección, a través de su propio sello discográfico, Alias Music. Ese mismo año fue colaboradora del concurso Increíbles: el gran desafío, junto con Mario Vaquerizo o Berta Collado, estaba presentado por Carlos Sobera. Además, recibió la nominación en la categoría del solista llenapistas de los Neox Fan Awards.
En 2015, fue miembro del jurado del concurso musical Oh Happy Day, ese año participó junto con Àngel Llàcer en las campanadas de fin de año de TV3.
El 1 de abril de 2016, lanzó su séptimo álbum de estudio Soy humana. En octubre, los participantes de Operación Triunfo 2001 reaparecieron conjuntamente en la serie OT: el reencuentro, con la emisión de tres documentales y posteriormente un concierto en el Palau Sant Jordi de Barcelona, que se transmitió en directo por televisión e internet. Con la llegada del reencuentro, la empresa Personality Media elaboró un informe de opinión pública sobre los participantes del concurso. Según la encuesta, ella seguía obteniendo un alto porcentaje de popularidad entre la población española siendo conocida por el 96 % y una valoración de 6,3 sobre 10. El reencuentro se convirtió en uno de los acontecimientos más vistos del año en televisión y comentados en redes sociales, siendo premiados por la crítica al mejor entretenimiento en el FesTVal.
En 2017 publica su primer libro de vivencias llamado "Defectos Perfectos" (Ediciones Martínez Roca), llegando a su tercera edición en el primer año.
En 2019 vuelve a la actualidad musical estrenando los sencillos "A mi manera", donde hace guiños a su vida personal y artística y "Las chicas buenas", un dueto con Barei.

### 2020-Actualidad: Presentadora de OT, The Floor, Dog house y nuevas canciones
Con la pandemia del Covid-19, Chenoa decide grabar un concierto virtual con la compañía "Dream Fest 360", siendo la primera artista en hacerlo en este formato, después se unieron Sara Baras y Estopa.
En 2021 se vuelve a poner en la piel de ser concursante en Bake off España, llegando a ser una de sus finalistas. A nivel musical, colabora en "El chisme", un dueto con Carlos Baute.
En 2022 se confirma como colaboradora de la tercera temporada de "La noche D" presentado por Eva Soriano en la 1. Fue la encargada de llevar la sección musical. Ese mismo año se anuncia que presentaría un programa propio en Europa FM llamado "Tómatelo Menos en Serio" que se emite jueves y viernes a la 01.00 de la madrugada. Además, colabora en la misma emisora en el programa "Cuerpos Especiales".
En 2023 presentó Operación Triunfo en Amazon Prime Video, siendo la primera vez que una plataforma emite un programa de entretenimiento español, compaginándolo con su labor como jurado en Tu cara me suena (Antena 3) Además, a finales de noviembre, estrenó la canción "Bailar contigo".
En 2024, La Junta Directiva de la Asociación de Representantes Técnicos del Espectáculo A.R.T.E concedió el Reconocimiento  A.R.T.E. a Chenoa por su trayectoria artística. También fue nominada a los premios Iris en la categoría de mejor presentadora. Ese año colaboró con David Demaría en la canción «Relatividad» y con Ana Guerra en el tema «Me Quiero Más a Mí». El 21 de noviembre se anunció su vuelta a TVE, como presentadora del concurso de prime time The Floor, y un día después,  publicó la balada escrita por Julia Medina, «La línea del tiempo». 
Los buenos resultados de The Floor, hacen que Chenoa presente en verano de 2025  Dog House, en TVE, un programa sobre la adopción responsable.

## Vida personal
En 2019 anunció su compromiso con Miguel Sánchez Encinas, un prestigioso urólogo. Contrajeron matrimonio el 17 de junio de 2022 en la finca Comassema en la sierra de Tramontana de Mallorca. El 11 de noviembre de 2023 se reveló que la pareja se había divorciado.

## Discografía
Álbumes de estudio
| Fecha de lanzamiento     | Álbum                  | Discográfica                      | Posición en lista | Certificación |
| Fecha de lanzamiento     | Álbum                  | Discográfica                      | España            | Certificación |
| ------------------------ | ---------------------- | --------------------------------- | ----------------- | ------------- |
| 22 de abril de 2002      | Chenoa                 | Jive, Vale Music                  | 2                 | 4×            |
| 21 de octubre de 2003    | Soy mujer              | BMG Spain, Jive, Vale Music       | 1                 | 2×            |
| 13 de noviembre de 2005  | Nada es igual          | Vale Music                        | 6                 | [ 64 ]        |
| 9 de octubre de 2007     | Absurda cenicienta     | Vale Music                        | 2                 | [ 41 ]        |
| 6 de octubre de 2009     | Desafiando la gravedad | Universal Music Group, Vale Music | 3                 |               |
| 17 de septiembre de 2013 | Otra dirección         | Alias Music                       | 5                 |               |
| 1 de abril de 2016       | #Soy humana            | Alias Music                       | 3                 |               |

## Filmografía

### Programas de televisión

#### Como presentadora
| Año           | Programa                   | Cadena      | Notas                                |
| ------------- | -------------------------- | ----------- | ------------------------------------ |
| 2004          | Geniales: Concha Velasco   | La 1        | Presentadora                         |
| 2007          | La Rioja: Tierra Universal | La 1        | Presentadora                         |
| 2015-2016     | Campanadas de fin de año   | TV3         | Presentadora                         |
| 2017-2018     | A propósito de...          | Antena 3    | Presentadora junto a Jorge Fernández |
| 2019          | Gala Drag Queen            | La 2        | Presentadora                         |
| 2020-2021     | ¡Feliz 2021!               | La 1        | Presentadora                         |
| 2022-2023     | ¡Feliz 2023!               | La 1        | Presentadora                         |
| 2023-presente | Operación Triunfo          | Prime Video | Presentadora                         |
| 2025-presente | The Floor                  | La 1        | Presentadora                         |
| 2025-presente | Dog house                  | La 1        | Presentadora                         |

#### Como colaboradora
| Año           | Programa                    | Cadena                | Notas        |
| ------------- | --------------------------- | --------------------- | ------------ |
| 2002          | Fan Área: Chenoa            | Canal OT              | Protagonista |
| 2002          | OT: En concierto en Sevilla | Taquilla Digital Plus | Protagonista |
| 2002          | OT: En concierto en Madrid  | La 1                  | Protagonista |
| 2003          | Generación OT: En concierto | La 1                  | Protagonista |
| 2006          | Gente de primera            | La 1                  | Madrina      |
| 2010          | Volver con Chenoa           | La 1                  | Protagonista |
| 2013          | Increíbles: el gran desafío | Antena 3              | Colaboradora |
| 2014          | El club de la comedia       | La Sexta              | Monologuista |
| 2015          | Oh Happy Day                | TV3                   | Jurado       |
| 2016          | Likes                       | #0                    | Colaboradora |
| 2016          | OT: el reencuentro          | La 1                  | Protagonista |
| 2016-presente | Tu cara me suena            | Antena 3              | Jurado       |
| 2017          | Tu cara no me suena todavía | Antena 3              | Jurado       |
| 2017-2019     | Zapeando                    | La Sexta              | Colaboradora |
| 2022          | La noche D                  | La 1                  | Colaboradora |
| 2025          | Mi fin de semana perfecto   | Prime Video           | Protagonista |

#### Como concursante
| Año       | Programa                  | Cadena      | Notas                         |
| --------- | ------------------------- | ----------- | ----------------------------- |
| 2001-2002 | Operación Triunfo 2001    | La 1        | Concursante - 4.ª Finalista   |
| 2021      | Celebrity Bake Off España | Prime Video | Concursante - Finalista       |
| 2024      | El desafío 4              | Antena 3    | Concursante - 3.ª Clasificada |

#### Como invitada
| Año                     | Programa                                  | Cadena                 | Notas                  |
| ----------------------- | ----------------------------------------- | ---------------------- | ---------------------- |
| 2002                    | Triunfomanía                              | La 1                   | Invitada               |
| 2002                    | Festival de la Canción de Eurovisión 2002 | La 1                   | Acompaña a Rosa López  |
| 2002                    | Gala Bisbal y amigos                      | La 1                   | Invitada               |
| 2003                    | Generación OT                             | La 1                   | Invitada               |
| 2004                    | Nochebuena con Raphael                    | La 1                   | Invitada               |
| 2007                    | Anónimos                                  | La Sexta               | Invitada               |
| 2008                    | No disparen al pianista                   | La 2                   | Invitada               |
| 2009                    | El disco del año                          | La 1                   | Invitada               |
| 2010; 2014; 2016        | ¡Qué tiempo tan feliz!                    | Telecinco              | Invitada               |
| 2011                    | Destino Eurovisión 2011                   | La 1                   | Invitada               |
| 2011                    | Especial Vía Dalma                        | La 1                   | Invitada               |
| 2014                    | Gala Bustamante, Vivir                    | La 1                   | Invitada               |
| 2016; 2020              | Late motiv                                | #0                     | Invitada               |
| 2016                    | Yo sí que como                            | Fox Life               | Invitada               |
| 2017                    | El acabose                                | La 1                   | Invitada               |
| 2017                    | El Mago Pop: 48 horas con Chenoa          | DMAX                   | Invitada               |
| 2019                    | No solo vengo a hablar de mi disco        | Trece                  | Invitada               |
| 2020                    | Pasapalabra                               | Antena 3               | Invitada               |
| 2020                    | La hora de La 1                           | Antena 3               | Invitada               |
| 2021                    | Mask Singer: adivina quién canta          | Antena 3               | Investigadora invitada |
| 2021                    | La resistencia                            | #0                     | Invitada               |
| 2021                    | La noche D                                | La 1                   | Invitada               |
| 2021                    | Family Feud: La batalla de los famosos    | Antena 3               | Invitada               |
| 2021 – 2022             | El show de Bertín                         | Canal Sur y Telemadrid | Invitada               |
| 2016 – 2020; 2022; 2024 | El hormiguero                             | Antena 3               | Invitada               |
| 2022                    | Veo cómo cantas                           | Antena 3               | Asesora invitada       |
| 2023                    | Showriano                                 | #0                     | Invitada               |
| 2023                    | Martínez y Hermanos                       | Movistar +             | Invitada               |
| 2024                    | La Voz Kids                               | Antena 3               | Invitada               |
| 2024                    | Y ahora Sonsoles                          | Antena 3               | Invitada               |
| 2024                    | López y Leal contra el canal              | Antena 3               | Invitada               |
| 2024                    | Mask Singer: Adivina quién canta          | Antena 3               | Cantante invitada      |
| 2025                    | Benidorm Fest                             | La 1                   | Cantante invitada      |
| 2025                    | La revuelta                               | La 1                   | Invitada               |
| 2025                    | La familia de la tele                     | La 1                   | Invitada               |
| 2025                    | El gran show                              | Telecinco              | Invitada               |

### Series de televisión
| Año         | Serie                 | Canal       | Personaje         | Episodios   |
| ----------- | --------------------- | ----------- | ----------------- | ----------- |
| 2003        | Hospital central      | Telecinco   | Ella misma        | 1 episodio  |
| 2003        | 16 dobles             | TV3         | Ella misma        | 2 episodios |
| 2004        | Mis adorables vecinos | Antena 3    | Ella misma        | 1 episodio  |
| 2006        | Cruz y Raya           | La 1        | Varios personajes | 1 episodio  |
| 2015        | Anclados              | Telecinco   | Ella misma        | 1 episodio  |
| 2017 – 2018 | Homo Zapping          | Neox        | Varios personajes | 4 episodios |
| 2022        | True Story España     | Prime Video | Maria Antonia     | 1 episodio  |
| 2024        | En fin                | Prime Video | Ella misma        | 1 episodio  |
| 2025        | Mariliendre           | Atresplayer | Ella misma        | 1 episodio  |

### Programas de radio
| Año         | Programa                               | Emisora     | Notas                                 |
| ----------- | -------------------------------------- | ----------- | ------------------------------------- |
| 2012 – 2013 | Atrévete                               | Cadena Dial | Colaboradora                          |
| 2014        | Defectos perfectos                     | Radio 4G    | Copresentadora junto a Beatriz Jarrín |
| 2019        | Yu: No te pierdas nada con... (Chenoa) | Los 40      | Presentadora                          |
| 2022 – 2023 | Cuerpos especiales                     | Europa FM   | Colaboradora                          |
| 2022 – 2023 | Tómatelo menos en serio                | Europa FM   | Presentadora                          |
| 2022 – 2024 | Tómatelo menos en serio                | Europa FM   | Presentadora                          |

### Cine
| Año  | Película                            | Director         | Personaje     |
| ---- | ----------------------------------- | ---------------- | ------------- |
| 2002 | OT: La película                     | Paco Plaza       | Ella misma    |
| 2008 | Volverte a Ver                      | Gustavo Garzón   | Canta la BSO  |
| 2016 | El Pregón                           | Dani de la Orden | Cameo         |
| 2018 | Cavernícola                         | Nick Park        | Goona (Voz)   |
| 2019 | UglyDolls: Extraordinariamente feos | Kelly Asbury     | Mandy (Voz)   |
| 2024 | Amigos Imaginarios                  | John Krasinski   | Blossom (Voz) |

### YouTube
| Año         | Programa                | Rol          | Canal      |
| ----------- | ----------------------- | ------------ | ---------- |
| 2014        | Mis 5 de...             | Presentadora | @chenoa    |
| 2015        | Avon by Chenoa          | Presentadora | @avonspain |
| 2022 – 2024 | Tómatelo menos en serio | Presentadora | @jamesones |

### Libros
| Año  | Libro                                             | Editorial               | Notas                                                          |
| ---- | ------------------------------------------------- | ----------------------- | -------------------------------------------------------------- |
| 2002 | Chenoa: Íntima                                    | SALVAT EDITORES SA      | Colección de libros que sacaron algunos ex-concursantes de OT1 |
| 2014 | Diario de una ingenua: 14 rosas para San Valentín | Daniel de la Peña       | Colaboración en el libro de Daniel de la Peña                  |
| 2017 | Defectos Perfectos                                | Ediciones Martínez Roca | Autora                                                         |
| 2018 | Sobrevivir a los 40                               | Planeta                 | Escribe el prólogo del libro de Frank Blanco                   |
| 2019 | Hablemos de Nosotras                              | GRIJALBO                | Colaboración en el libro de Carlota Corredera                  |
| 2020 | 123 preguntas sobre coronavirus                   | Libro digital gratuito  | Colaboración en el libro de Boticaria García y Arantxa Castaño |